# Judiska begravningsplatsen i Karlstad
Judiska begravningsplatsen i Karlstad eller Mosaiska begravningsplatsen i Karlstad är en begravningsplats på Kroppkärr i Karlstad, etablerad omkring 1897. Den användes för att begrava medlemmar av Mosaiska församlingen i Karlstad, aktiv till omkring 1950-talet. Begravningsplatsen sköts sedan 2003 av Svenska kyrkan.